# La morte di Cesare (Gérôme)
La morte di Cesare (La Mort de César) è un dipinto a olio su tela del pittore francese Jean-Léon Gérôme, realizzato nel 1867. Il quadro oggi è conservato al Walters Art Museum di Baltimora.

## Storia

La prima versione del dipinto, esposta al Salone del 1859

Nel 1858, prima della realizzazione di questo dipinto, Jean-Léon Gérôme ne realizzò una versione ridotta incentrata sul cadavere di Cesare: questo dipinto venne esposto al Salone del 1859 assieme a due altri dipinti dell'artista (Ave Caesar, morituri te salutant e Re Candaule). Il secondo dipinto venne esposto all'esposizione universale del 1867 e passò da un acquirente all'altro fino al 1917, quando venne acquistato dal filantropo statunitense Henry Walters. L'opera venne poi ereditata dal museo d'arte baltimoriano nel 1931.

## Descrizione
(Rivista europea, Volume III, 1877)

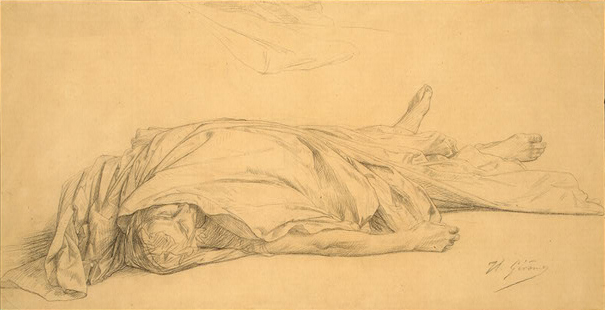
Uno studio per il cadavere di Giulio Cesare

Questo quadro raffigura gli attimi immediatamente successivi all'assassinio del generale e politico romano Gaio Giulio Cesare, avvenuto il 15 marzo del 44 a.C., nella curia del Teatro di Pompeo. Al centro della composizione si trovano i cospiratori esultanti, che alzano le loro spade e si allontanano dal cadavere di Cesare, situato in basso a sinistra del dipinto, ai piedi della statua di Pompeo. I banchi della curia sono vuoti e solo un personaggio è seduto a contemplare l'omicidio appena avvenuto. Sullo sfondo si vedono le alte colonne della curia e un arco verso il quale si dirigono i cospiratori.
Una caratteristica di Gérôme era quella di non rappresentare l'atto violento vero e proprio, ma le sue conseguenze o il momento immediatamente successivo (si pensi ai dipinti L'esecuzione del maresciallo Ney, Duello fra due maschere e Gerusalemme), infatti Cesare giace al suolo senza vita e gli artefici della congiura si ritirano, avendo compiuto il loro omicidio.

## Nella cultura di massa

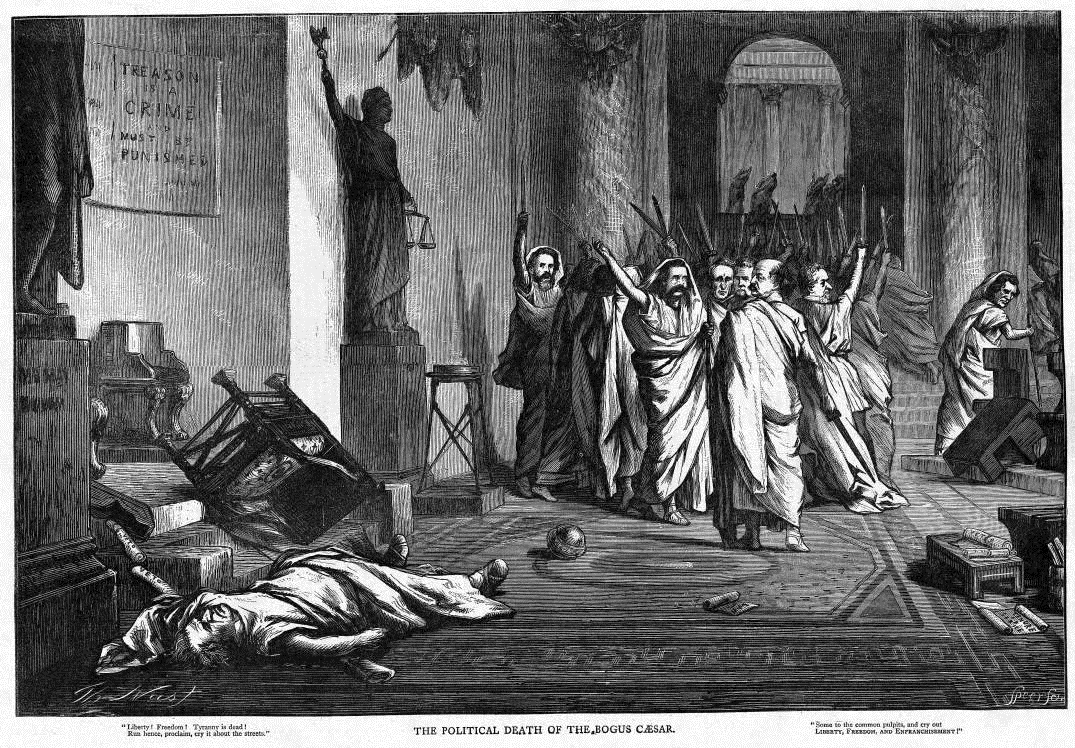
La vignetta The Political Death of Bogus Caesar di Thomas Nast

Nel 1869, il quadro è stato parodiato in una vignetta dell'illustratore statunitense Thomas Nast, pubblicata sulla rivista Harper's Weekly. La vignetta in questione, chiamata The Political Death of Bogus Caesar ("La morte politica del falso Cesare"), raffigura il presidente Andrew Johnson al posto di Cesare e si riferisce al suo impeachment, iniziato l'anno prima.